# Girolamo Vidoni
Girolamo Vidoni (ur. w 1581 w Cremonie, zm. 30 października 1632 w Rzymie) – włoski kardynał.

## Życiorys
Urodził się w 1581 roku w Cremonie. Studiował na Uniwersytecie w Perugii, gdzie uzyskał doktorat. Po przybyciu do Rzymu został referendarzem Trybunału Obojga Sygnatur i klerykiem a następnie skarbnikiem generalnym Kamery Apostolskiej. 19 stycznia 1626 roku został kreowany kardynałem in pectore. Jego nominacja na kardynała diakona została ogłoszona na konsystorzu 30 sierpnia 1627 roku i nadano mu diakonię Santi Quattro Coronati. Zmarł 30 października 1632 roku w Rzymie.